# Die Tochter (Peter Bichsel)
Die Tochter ist eine Kurzgeschichte des Schweizer Schriftstellers Peter Bichsel. Sie erschien 1964 in dem Band Eigentlich möchte Frau Blum den Milchmann kennenlernen, einer Sammlung von 21 Kurz- und Kürzestgeschichten des Autors.

## Inhalt
Die Kurzgeschichte schildert ein Ehepaar, das jeden Abend auf das gemeinsame Abendessen mit der Tochter wartet, die in der Stadt im Büro arbeitet. Bichsel zeigt in wortkargen Dialogen und Gedankenfetzen der Eltern, dass diese ihre Tochter bewundern und gleichzeitig fürchten, sie zu verlieren. In kleinen Details wird der doppelte Abstand der Eltern zu ihrem Kind entwickelt.
Die Haltung des Vaters, eines einfachen Arbeiters, wird deutlich, wenn er respektvoll von dem „Bürofräulein“ in seiner Firma spricht, die ihm den Lohn auszahlt. Die Mutter bewundert das Aussehen der Tochter, die größer ist als sie, „auch blonder und hatte die Haut, die feine Haut der Tante Maria.“ Beide bewundern die Fähigkeiten der Tochter, ihre Fremdsprachen- und Stenografiekenntnisse. Vergeblich versuchen die Eltern, sich das Leben der Tochter im Büro und in der Stadt vorzustellen.
Vergrößert wird der Abstand durch Veränderungen im Leben der jungen Generation. Die Eltern versuchen zu akzeptieren, dass ihre Tochter erwachsen wird. Sie bewundern ihre Musikkenntnisse und versuchen vergeblich sich vorzustellen, wie es in den Lokalen aussieht, in denen ihre Tochter die Mittagspause verbringt.

## Themen
Kernthema der Kurzgeschichte sind Kommunikationsprobleme, verstärkt durch den Abstand zwischen den Generationen und soziale Unterschiede. Schon zwischen den Eltern findet nur ein oberflächlicher Meinungsaustausch statt, Versuche, mit der Tochter über ihr Leben zu sprechen, scheitern. Das ereignisarme Leben der Eltern erscheint verstrickt in feste, aber leere Rituale. Da die Tochter ein wenig Farbe ins Leben der Eltern bringt, erscheint der erwartete Auszug der Tochter als Bedrohung, der die Eltern nichts entgegenzusetzen haben.
„Bald wird sie sich in der Stadt ein Zimmer nehmen, das wussten sie, und dass sie dann wieder um halb sieben essen würden, dass der Vater nach der Arbeit wieder seine Zeitung lesen würde, dass es dann kein Zimmer mehr mit Plattenspieler gäbe, keine Stunde des Wartens mehr …“

## Applikationen
Bichsels kleine Erzählung weist prototypisch die Merkmale der Kurzgeschichte auf und findet sich deshalb in zahlreichen Lesebüchern als Einführungstext für diese Gattung. Zudem enthält der Text zahlreiche sogenannte Leerstellen. Solche offenen inhaltlichen Fragen bieten Anlass zu einer kreativen Weiterentwicklung der Geschichte, zu eigenem Schreiben. Wolf Wondratschek hat mit seiner Kurzgeschichte „Mittagspause“ eine solche literarische Verarbeitung vorgelegt. Während Bichsels Text das Leben der Tochter allein aus der Perspektive der Eltern beleuchtet, zeigt Wondratschek die Mittagspause der Tochter, die in einem Café von „Katastrophen“ träumt, deretwegen sie sich verspäten könnte: Männer, die sie ansprächen, und in die sie sich verliebte.

## Texte
- Peter Bichsel, Die Tochter, aus: „Eigentlich möchte Frau Blum den Milchmann kennenlernen“, (21 Geschichten), Erstveröffentlichung 1964, aktuelle Ausgabe Frankfurt am Main (Suhrkamp) 1993, ISBN 3-518-22125-6
- Wolf Wondratschek, Mittagspause, aus: Früher begann der Tag mit einer Schusswunde, München (Hanser) 1969, S. 52–53